# ペーゲウス
ペーゲウス（古希: Φηγεύς, Phēgeus）は、ギリシア神話の人物である。長音を省略してペゲウスとも表記される。主に、
- アルペイオスの子
- ダレースの子

のほか数名が知られている。以下に説明する。

## アルペイオスの子

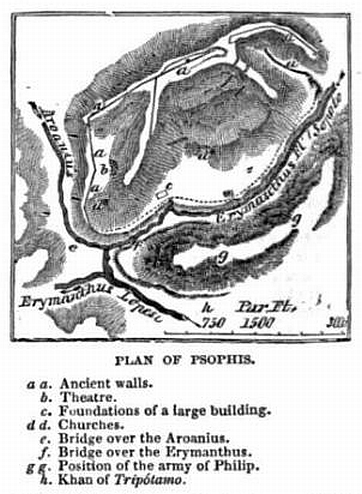
ペーゲウスが支配したとされる古代都市プソーピス。

このペーゲウスは、アルカディアー地方の都市プソーピスの王である。河神アルペイオスの息子で、プロノオス、アゲーノール、あるいはテーメノス、アクシオーンと、娘アルシノエーの父（アルペシボイアとも）。
プソーピスはペーゲウスが支配するまではエリュマントスと呼ばれていたが、ペーゲウスが王となると自らの名前にちなんでペーギアーと改めた。後にエピゴノイの1人アルクマイオーンがプソーピスを訪れたとき、彼は母殺しの罪のためにエリーニュスに追われ、狂気に憑かれていた。そこでペーゲウスはアルクマイオーンの罪を浄めてやり、さらに娘と結婚させた。しかしアルクマイオーンが原因でプソーピスから実りが失われたため、アルクマイオーンはプソーピスを去ってアイトーリア地方とアカルナーニア地方の境界をなすアケローオス川に赴き、河神によって改めて浄められ、河神の娘カリロエーと結婚した。しかしカリロエーにハルモニアーの首飾りとペプロスをねだられたため、プソーピスに戻り、神に捧げたときに狂気から解放されるとの神託があったためと偽ってハルモニアーの2つの宝物を持ち去ろうとした。ペーゲウスは最初は娘婿の言葉を信じたが、嘘が発覚すると、息子たちに命じてアルクマイオーンを殺させた。アルシノエーは兄弟を責めたために、兄弟たちによってアルクマイオーンの殺害者としてアガペーノール王に奴隷として与えられた。
オウィディウスやヒュギーヌスによると、アルクマイオーンを殺したのはペーゲウス自身であり、それに加えてペーゲウスはエウリュピュロスを殺し、さらにアルペシボイアの娘を殺した。アルペシボイアの息子クリュティオスは母の兄弟が父を殺したことを知ると、故郷を捨ててエーリス地方に移住した。

## ダレースの子
このペーゲウスは、トロイアの鍛冶神ヘーパイストスの神官ダレースの子で、イーダイオスと兄弟。ともに武芸に長けた戦士で、トロイア戦争ではイーダイオスとともに戦車で戦った。彼らが徒歩で戦うディオメーデースと遭遇したとき、ペーゲウスはディオメーデースめがけて槍を投じたが、槍は外れてディオメーデースの左肩をかすめた。これに対してディオメーデースが投じた槍は胸に当たり、ペーゲウスは戦車から転がり落ちた。イーダイオスはペーゲウスが討たれると、兄の遺体を守って戦わずに戦車から飛び降りた。このときヘーパイストスはダレースが悲しまないように、イーダイオスを闇に包んで救った。

## その他の人物
- アイネイアースの部下[14]。トゥルヌスに討たれた[15]。
- アイネイアースの部下。トゥルヌスに討たれた[16]。